# Proyecto Ketch
El Proyecto Ketch fue una propuesta de la Comisión de Energía Atómica de los Estados Unidos (AEC por sus siglas en inglés) de 1964 para utilizar explosivos nucleares para excavar un depósito de almacenamiento de gas natural en Pensilvania. El proyecto fue propuesto como un componente del Proyecto Plowshare, que buscaba formas de utilizar dispositivos nucleares en obras públicas y proyectos de desarrollo industrial. El proyecto fue el único proyecto Ploughshare propuesto para el noreste de Estados Unidos.
En 1967 se publicó un estudio detallado del proyecto, pero el proyecto se estancó después de que surgió la oposición local. El Proyecto Gasbuggy, una prueba similar en Nuevo México que se llevó a cabo en 1968, demostró que era necesaria una mejor comprensión de los efectos de la fractura de rocas antes de que el Proyecto Ketch pudiera continuar. El proyecto nunca continuó.

## Propuesta
A principios de la década de 1960, la AEC trabajó para dar a conocer el programa Proyecto Plowshare para el uso pacífico de dispositivos atómicos. En la década de 1960 se observaron precios bajos para el gas natural exigidos por el gobierno, lo que proporcionó pocos incentivos para la exploración de nuevas fuentes de gas y contribuyó a la escasez de gas. Un tema constante de Ploughshare fue la creación y uso de cavidades subterráneas para el almacenamiento de gas natural. Los embalses de almacenamiento se utilizan para equilibrar las divergencias entre la oferta y la demanda, como contingencia contra emergencias y como medio de arbitraje. Los reservorios de almacenamiento existentes tendían a concentrarse en áreas alejadas de sus mercados, y se observó una demanda de capacidad de almacenamiento adicional, más cerca de los mercados del noreste de Estados Unidos en un área sin suficientes reservorios naturales.
Las conversaciones entre la AEC y Columbia Gas Corporation comenzaron en 1964 para encontrar un sitio adecuado para un proyecto de demostración en Pensilvania. El enfoque del proyecto era un área al sur de Renovo en el bosque estatal Sproul, cerca de áreas que habían sido objeto de exploración de gas y cerca de tuberías de transmisión de gas existentes, que se consideraba escasamente poblada y de utilidad económica marginal. El experimento propuesto por Plowshare se denominó «Proyecto Ketch». El trabajo de estudio general del área realizado por la AEC y Columbia se llevó a cabo en 1965-1966. Las conversaciones con el gobierno del estado de Pensilvania comenzaron en 1966. Las encuestas se referían a los residentes locales como «nativos» y caracterizaban sus viviendas como «desvencijadas». No se hizo ningún esfuerzo por evaluar las opiniones locales sobre el proyecto, lo que sugiere que «[a] partir de un contacto muy limitado, las poblaciones nativas parecerían algo resistentes al cambio o al progreso y puede que sea necesario algo de convencimiento». La noticia del proyecto se hizo pública por primera vez en un artículo del 14 de febrero de 1967 en Pittsburgh Press.
Un estudio de la AEC, publicado en julio de 1967, afirmó que como resultado de la detonación, «por supuesto, no habría efectos de explosión de aire, y los efectos de la radiación se contenerían de forma segura bajo tierra». Continuó afirmando que «la purga de la chimenea, la filtración y el tratamiento de deshidratación en la boca del pozo pueden utilizarse para eliminar una radiactividad apreciable del gas almacenado en el yacimiento. Los niveles alcanzables deberían hacer que el gas sea adecuado para su uso en las instalaciones de gasoductos existentes y proporcionar una base favorable para las determinaciones relativas al consumo público eventual». El informe proyectó que la radiactividad se reduciría significativamente en los seis a nueve meses posteriores a la explosión, mientras que el kriptón-85 y el tritio «podrían requerir ser eliminados de la chimenea». El informe afirmaba que la dilución durante la transmisión y la combustión reduciría en general la radiactividad por debajo de los límites permisibles.
Una carta del 11 de agosto de 1967 del gobernador de Pensilvania, Raymond P. Shafer, otorgó la aprobación condicional al proyecto para estudios de evaluación del sitio, reservándose el derecho de rechazar la aprobación de fases posteriores si se demostraba que el proyecto no beneficiaba a la Mancomunidad de Pensilvania. Sin embargo, todavía se necesitaba un contrato de arrendamiento para el sitio antes de que pudieran comenzar las obras.

## Oposición y cancelación
Una vez que se conoció el proyecto, los residentes locales comenzaron a preguntar sobre los posibles efectos del mismo. Las respuestas de AEC y Columbia afirmaron que no habría problemas, enfatizando la lejanía del área «silvestre» y su utilidad económica aparentemente marginal, implicando que la región estaba efectivamente vacía de población o utilidad. Inicialmente, el proyecto se presentó como una demostración y no describía ningún valor o beneficio económico inmediato. Después de que este razonamiento comenzó a ser cuestionado, la AEC y Columbia sugirieron que el proyecto de demostración conduciría al desarrollo económico de la región, con potencialmente miles de explosiones más, mucho más cercanas a los centros de población una vez que el concepto se hubiera probado en un área remota. La oposición se unió en Renovo, 12 millas (19,3 km) del sitio, y en State College, 30 millas (48,3 km) de distancia. Aunque la zona había sido talada para obtener madera antes de la década de 1930, la oposición la describió como «tierra montañosa virgen».
Louis Roddis Jr., ingeniero nuclear y miembro del Comité Asesor Científico del Gobernador de Pensilvania, escribió que «existe un claro problema de relaciones públicas, ya que el noreste de los Estados Unidos no está tan acostumbrado a los terremotos ni a los ensayos nucleares como lo está el suroeste de los Estados Unidos».
El 10 de diciembre de 1967 se llevó a cabo una prueba similar cerca de Dulce, Nuevo México. El Proyecto Gasbuggy buscaba recopilar datos sobre la fractura de estratos de baja permeabilidad para estimular la producción. Gasbuggy logró aumentar la permeabilidad, hasta el punto de que el agua subterránea llenó una proporción inesperada de las fracturas. Los resultados de Gasbuggy indicaron que se debería lograr una mejor comprensión de la hidrología local para proyectos similares. El proyecto de Pensilvania se estancó y no se emprendió ninguna obra. A medida que la oposición se centró más, Columbia se retiró del proyecto en 1968. El contrato de arrendamiento del sitio requerido nunca se negoció. La financiación de Ploughshare cesó en 1975.

## Proyecto
La ubicación del sitio se estableció en Sproul State Forest, municipio de Beech Creek, en el condado de Clinton, Pensilvania, cerca del condado de Centre. La ubicación estaba en el extremo suroeste del Anticlinal Hyner, en el Grupo de estratos Chemung Portage. El proyecto proponía la detonación de un dispositivo nuclear de 24 kilotones en un 18 pulgadas (45,7 cm) de ancho de pozo, a una profundidad de aproximadamente 3300 pies (1005,8 m) crear una cavidad adecuada para el almacenamiento de gas natural. El lugar estaba cerca de una zona de almacenamiento de gas existente en el yacimiento de gas de Leidy. Se esperaba que el resultado de la detonación fuera una «chimenea» llena de escombros, de unos 90 pies (27,4 m) de ancho y unos 300 pies (91,4 m) de altura, coronado por formaciones impermeables. Se esperaba que las fracturas se extendieran a un radio de alrededor de 650 pies (198,1 m). Se esperaba que la capacidad de almacenamiento de gas natural fuera de unos 465 000 000 pies cúbicos (13 200 000 kl), almacenado a 2100 libras por pulgada cuadrada (147,7 bar) presión.
La fase propuesta del proyecto preveía lo siguiente:
- Fase I: 8 meses de estudio y evaluación de viabilidad.
- Fase II: 6 meses de construcción, perforación del pozo y detonación del dispositivo.
- Fase III: 11 meses de mediciones de la caverna y estudios radiológicos.
- Fase IV: 6 meses de desarrollo de la instalación de almacenamiento de gas.
- Fase V: 14 meses de operación inicial y evaluación.[1]

Se esperaba que los costos de construcción para una instalación operativa típica fueran de $ 1,55 millones (equivalentes a $ 13707000 en la actualidad) para un depósito pequeño que utilice un dispositivo de 24 kilotones a $ 2,08 millones (equivalentes a $ 19006000 en la actualidad) por uno creado con un dispositivo de 100 kilotones. Los costos supuestos para obtener un dispositivo nuclear de la AEC fueron de 390 000 dólares para un dispositivo de 24 kilotones, a 460 000 dólares para un dispositivo de 100 kilotones, en costos de 1967.

## Lectura adicional
- Beck, Colleen M.; Edwards, Susan R.; King, Maureen L. (1 de septiembre de 2011). The Off-Site Plowshare and Vela Uniform Programs: Assessing Potential Environmental Liabilities through an Examination of Proposed Nuclear Projects, High Explosive Experiments, and High Explosive Construction Activities (en inglés). Vol. 1 (Tech Rpt 111 DOE/NV/26383-22, 1046574). doi:10.2172/1046574.
- Beck, Colleen M.; Edwards, Susan R.; King, Maureen L. (1 de septiembre de 2011). The Off-Site Plowshare and Vela Uniform Programs: Assessing Potential Environmental Liabilities through an Examination of Proposed Nuclear Projects, High Explosive Experiments, and High Explosive Construction Activities (en inglés). Vol. 2 (Tech Rpt 111 DOE/NV/26383-22, 1046575). doi:10.2172/1046575.
- Beck, Colleen M.; Edwards, Susan R.; King, Maureen L. (1 de septiembre de 2011). The Off-Site Plowshare and Vela Uniform Programs: Assessing Potential Environmental Liabilities through an Examination of Proposed Nuclear Projects, High Explosive Experiments, and High Explosive Construction Activities (en inglés). Vol. 3 (Tech Rpt 111 DOE/NV/26383-22, 1046576). doi:10.2172/1046576.

- Datos: Q121092855